# Мовчав оркестр, обвисли прапори
Мовчав оркестр, обвисли прапори (англ. No Bands Playing, No Flags Flying) — оповідання Роберта Гайнлайна. Опубліковане журналом «Vertex» в 1973 році.
Включена до збірки «Нові світи Роберта Гайнлайна» (1980).

## Сюжет
Делегація представників округу провідувала поранених військових у госпіталі. Один молодий чиновник, під враженням того як тримався молодий солдат, який втратив обидві ноги та зір, вигукнув: «Це найхоробріша людина, яку я бачив». Один із чиновників, сам ветеран, відповів, що в цього солдата є мужність, терпіння переборювати труднощі і сила духу, але хоробрість це дещо інше.
Щоб пояснити це, він розказав історію зі свого досвіду.
Коли він перебував у госпіталі, одного дня декілька хворих розважались анекдотами одного з них, якого звали Сондерс, чекаючи на процедуру штучного пневмоторакса, яку проводив перспективний, але юний хірург.
Коли з'явився хірург, Сондерс забрався на стіл і від першого дотику голки помер, обірвавши цікаву історію на пів-слові. Він помер від малоімовірної помилки, коли голка пройшла трішки далі, потрапила в судину і повітряна бульбашка дійшла до серця утворивши газовий тромб.
Наступний по черзі Джозефс, щоб морально підтримати хірурга, миттю забрався на стіл і бадьоро промовив до черги: «зачекайте поки лікар накачає мене повітрям». Джозефс теж помер на столі по не з'ясованій причині.
Наступним в черзі був полковник Хостетер, і коли старший хірург запропонував хворим розійтись, він відмовився і теж забрався на стіл. Вже через декілька хвилин процедура була успішно завершена.
Кінець історії.
Молодий чиновник сказав, що зрозумів її суть, і що він теж вважає вчинок полковника хоробрим. Інший слухач заперечив, він вважав хоробрим саме молодого хірурга.
І тоді оповідач пояснив, що хоробрість — це стан, коли людина має вибір, але йде назустріч небезпеці.
Ні хірург, якого пацієнти примусили продовжувати процедуру, ні полковник, який був загартованим ветераном і якому подав приклад Джозефс, не мали вибору.
На заперечення слухачів, що полковник був хоробрішим за Джозефса, оскільки перед ним загинуло більше людей, оповідач заперечив, що найхоробрішим був саме Джозефс, оскільки він помер не від повітряної емболії, а саме від страху.